# Lita (okręg Kluż)
Lita – wieś w Rumunii, w okręgu Kluż, w gminie Săvădisla. W 2011 roku liczyła 297 mieszkańców.